# Hanna Petersson
Hanna Petersson, född 1985 i Trelleborg och bosatt i Göteborg, är en svensk serieskapare. Hon är medlem i seriekollektivet Polly Darton och medverkar regelbundet i serietidningen Galago.